# Сатиры (Ювенал)
«Сатиры» (лат. Saturae) — собрание стихотворений римского поэта Децима Юния Ювенала в пяти книгах, публиковавшееся по частям в первой трети II века. Включает в общей сложности 16 сатир: книга I (сатиры 1—5) вышла после 100 года или примерно в 112 году, книга II (сатира 6) — в 116, книга III (сатиры 7—9) — после 117 года, дата издания книги IV (сатиры 10—12) неизвестна, книга V (сатиры 13—16) вышла примерно в 130 году. Текст сохранился, утрачена только часть 16-й сатиры (или автор просто оставил её незаконченной).
Сатиры Ювенала носят неизменно обличительный характер. Автор бичует конкретные пороки, часто называя имена их носителей, но ничего не сообщает о себе. Исследователи видят в творчестве Ювенала явные признаки влияния сатир Луцилия и декламационной риторики.
В IV—V веках сатиры Ювенала стали частью римской школьной программы. Они существенно повлияли на развитие сатирической традиции в Европе Нового времени.